# Trnava, Čajetina
Trnava (izvirno srbsko Трнава) je naselje v Srbiji, ki upravno spada pod Občino Čajetina; slednja pa je del Zlatiborskega upravnega okraja.

## Demografija
V naselju živi 242 polnoletnih prebivalcev, pri čemer je njihova povprečna starost 48,6 let (47,8 pri moških in 49,3 pri ženskah). Naselje ima 100 gospodinjstev, pri čemer je povprečno število članov na gospodinjstvo 2,82.
To naselje je, glede na rezultate popisa iz leta 2002, večinoma srbsko, a v času zadnjih treh popisov je opazno zmanjšanje števila prebivalcev.
|  |

| Demografija | Demografija     | Demografija     |
| Leto        | Št. prebivalcev | Št. prebivalcev |
| ----------- | --------------- | --------------- |
|             |                 |                 |
|             |                 |                 |
|             |                 |                 |
|             |                 |                 |
| 1948        | 509             |                 |
| 1953        | 521             |                 |
| 1961        | 527             |                 |
| 1971        | 478             |                 |
| 1981        | 406             |                 |
| 1991        | 313             | 311             |
| 2002        | 282             | 282             |
|             |                 |                 |

| Etnična sestava po popisu iz leta 2002 | Etnična sestava po popisu iz leta 2002 | Etnična sestava po popisu iz leta 2002 | Etnična sestava po popisu iz leta 2002 | Etnična sestava po popisu iz leta 2002 |
| -------------------------------------- | -------------------------------------- | -------------------------------------- | -------------------------------------- | -------------------------------------- |
| Srbi                                   | Srbi                                   |                                        | 281                                    | 99,64%                                 |
| Rusi                                   | Rusi                                   |                                        | 1                                      | 0,35%                                  |
| Neznano                                | Neznano                                |                                        | 0                                      | 0,0%                                   |